# Abierto de Alemania
El Abierto de Alemania es un torneo anual de tenis de mesa organizado por la Federación Internacional de Tenis de Mesa. Creado en 1925, se lleva a cabo anualmente en diferentes ciudades alemanas; desde el año 1999 —a excepción del año 2000— forma parte del ITTF World Tour.

## Campeones
Los campeones del torneo en los años en que este ha sido parte del ITTF World Tour son:
| Año  | Individual masculino | Individual femenino | Dobles masculino                       | Dobles femenino               | Dobles mixto       |
| ---- | -------------------- | ------------------- | -------------------------------------- | ----------------------------- | ------------------ |
| 1999 | Liu Guoliang         | Wang Nan            | Chang Yen-shu Chiang Peng-lung         | Csilla Bátorfi Krisztina Tóth | —                  |
| 2001 | Vladimir Samsonov    | Ryu Ji-hae          | Slobodan Grujić Aleksandar Karakašević | Kim Bok-rae Kim Kyung-ah      | —                  |
| 2002 | Ma Lin               | Tamara Boroš        | Kong Linghui Ma Lin                    | Li Jia Niu Jianfeng           | —                  |
| 2003 | Wang Liqin           | Zhang Yining        | Ko Lai Chak Li Ching                   | Wang Nan Zhang Yining         | —                  |
| 2004 | Timo Boll            | Niu Jianfeng        | Timo Boll Christian Süß                | Guo Yue Niu Jianfeng          | —                  |
| 2005 | Vladimir Samsonov    | Cao Zhen            | Lee Jung-woo Oh Sang-eun               | Tie Ya Na Zhang Rui           | —                  |
| 2006 | Timo Boll            | Wang Yuegu          | Patrick Chila Werner Schlager          | Li Jiawei Sun Beibei          | —                  |
| 2007 | Ma Long              | Li Xiaoxia          | Wang Hao Wang Liqin                    | Guo Yue Li Xiaoxia            | —                  |
| 2008 | Timo Boll            | Liu Jia             | —                                      | —                             | —                  |
| 2009 | Timo Boll            | Sayaka Hirano       | Timo Boll Christian Süß                | Li Xiaodan Mu Zi              | —                  |
| 2010 | Ma Long              | Feng Yalan          | Chen Qi Ma Long                        | Ai Fukuhara Kasumi Ishikawa   | —                  |
| 2011 | Zhang Jike           | Guo Yan             | Hao Shuai Zhang Jike                   | Guo Yue Li Xiaoxia            | —                  |
| 2012 | Dimitrij Ovtcharov   | Shen Yanfei         | Jiang Tianyi Wong Chun Ting            | Petrissa Solja Sabine Winter  | —                  |
| 2013 | Fan Zhendong         | Wen Jia             | Timo Boll Patrick Franziska            | Wen Jia Zhao Yan              | —                  |
| 2014 | Dimitrij Ovtcharov   | Shan Xiaona         | Lyu Xiang Wang Hao                     | Miu Hirano Mima Ito           | —                  |
| 2015 | Ma Long              | Mima Ito            | Timo Boll Patrick Franziska            | Shan Xiaona Petrissa Solja    | —                  |
| 2016 | Ma Long              | Wu Yang             | Masataka Morizono Yuya Oshima          | Jeon Ji-hee Yang Ha-eun       | —                  |
| 2017 | Dimitrij Ovtcharov   | Chen Meng           | Jung Young-sik Lee Sang-su             | Hina Hayata Miu Hirano        | —                  |
| 2018 | Ma Long              | Kasumi Ishikawa     | Ma Long Xu Xin                         | Hina Hayata Mima Ito          | —                  |
| 2019 | Fan Zhendong         | Sun Yingsha         | Liang Jingkun Xu Xin                   | Jeon Ji-hee Yang Ha-eun       | Xu Xin Sun Yingsha |
| 2020 | Xu Xin               | Chen Meng           | Cho Saeseong Jang Woojin               | Chen Meng Wang Manyu          | Xu Xin Liu Shiwen  |